# Karusasaurus
Karusasaurus – rodzaj jaszczurek z podrodziny Cordylinae w obrębie rodziny szyszkowcowatych (Cordylidae).

## Zasięg występowania
Rodzaj obejmuje gatunki występujące w Południowej Afryce i Namibii. 

## Systematyka
Rodzaj zdefiniował w 2011 roku amerykańsko-południowoafrykański zespół herpetologów (Amerykanie Edward L. Stanley, Aaron Matthew Bauer i Todd R. Jackman oraz Południowoafrykańczycy William Roy Branch i Pieter Le Fras Nortier Mouton) w artykule poświęconym zagadnieniom systematycznym w obrębie rodziny szyszkowcowatych, opublikowanym w czasopiśmie „Molecular Phylogenetics and Evolution”. Gatunkiem typowym jest (oryginalne oznaczenie) szyszkowiec karryjski (K. polyzonus).

### Etymologia
Karusasaurus: khoisan karusa ‘suchy, jałowy’; gr. σαυρος sauros ‘jaszczurka’. 

### Podział systematyczny
Takson wyodrębniony z Cordylus. Do rodzaju należą następujące gatunki: 
- Karusasaurus jordani (Parker, 1936)
- Karusasaurus polyzonus (Smith, 1838) – szyszkowiec karryjski[4]